# Платен, Дубислав фон
Дубислав Фридрих фон Платен (нем. Dubislaw Friedrich von Platen; 23 августа 1714 — 7 июня 1787) — прусский кавалерийский генерал.

## Биография
Произведен в 1723 году в корнеты (в 9-и летнем возрасте), в 1729 году в лейтенанты.
Платен с отличием участвовал в Силезских войнах, а за сражение при Часлау награждён орденом Pour le Mérite и произведен в майоры.
В 1752 году в чине подполковника назначен вторым командиром Норманского драгунского полка.
Во время Семилетней войны сначала действовал в Саксонии. После, произведенный в генерал-майоры и назначенный командиром Лангерманского драгунского полка участвовал в сражении при Гросс-Егерсдорфе в Пруссии и блокировал шведов в Штральзунде.
В 1758 году Платен с отрядом из 3-х батальонов и 5-и эскадронов сражался в Померании против русских и находился под началом Фридриха Великого в сражении при Цорндорфе. Когда после сражения русские войска стали отступать, участвовал в зачистке городов Померании от оставшихся там русских гарнизонов. При Грейфенберге взял в плен 132 кавалериста и способствовал взятию Деммина 17 января 1759 года. В том же году пожалован в генерал-лейтенанты и назначен командующим всей кавалерии принца Генриха в Саксонии, после чего предпринял краткую экспедицию в Бамберг и состоял при армии короля во время кровопролитной битвы при Куннерсдорфе.
В начале 1760 года он действовал против русских в Померании и Альтмарке, после чего двинулся вместе с принцем Генрихом в Силезию для освобождения Бреславля. Снова примкнул к армии короля и участвовал в сражении при Торгау.
В сентябре 1761 года Платен был послан из лагеря при Бунцельвице с 14 батальонами и 25 эскадронами для уничтожения магазинов в тылу русской армии. С этой целью он перешел у Бреславля через Одер, захватил магазин при Коблине и овладел русским вагенбургом при монастыре Гослине, защищаемом 5000 человек. Из них 600 человек было убито, 1500 взято в плен. Отсюда Платен отправился в Познань, но видя, что русский генерал Далк оставил этот город, пошел через Нойштадт и Бирнбаум на Ландсберг, уже занятый русскими. Платен переправился на понтонах через реку Варту, и после взятия мостового укрепления возле Коблина и после удачной стычки с графом Румянцевым при Шпи, благополучно соединился с герцогом Вюртембергским, стоявшим напротив русских в укрепленном лагере при Кольберге. В октябре Платен был послан с 6 батальонами и 200 человек конницы в Гольнов, для прикрытия транспорта, следовавшего в Кольберг со съестными припасами, но был вынужден отступить перед генералом Фермором до города Дамм, откуда направился в Берлин, для прикрытия его от австрийцев. Обеспечив столицу, Платен пошел в Наунгартен, соединившись с герцогом Вюртембергским в Грейфенберге и вместе с ним тщетно пытался освободить Кольберг.
В кампанию 1762 года Платен снова находился при армии принца Генриха. Оставленный с отрядом у Грейца и Плауена не смог принять участие в сражении при Гоген-Фридберге.
В войну за баварское наследство Платен командовал особым корпусом из 22 батальонов и 36 эскадронов, с которым проник до Праги.
В сентябре 1786 года с восшествием на престол Фридриха Вильгельма II Платен был награждён орденом Чёрного орла и назначен генерал-губернатором Кёнигсберга. 7 мая 1787 года произведен в генералы от кавалерии.